# Silvano Abbà
Silvano Abbà   (Rovinj, 3 de juliol de 1911 - Izbuixenski, 24 d'agost de 1942) va ser un pentatleta modern italià que va competir durant la dècada de 1930.
El 1936 va prendre part en els Jocs Olímpics d'Estiu de Berlín, on guanyà la medalla de bronze en la competició del pentatló modern. Abbà era un militar que va dirigir l'esquadró de cavalleria Savoia l'agost de 1942 en la càrrega que va efectuar aquest esquadró a Izbuixenski, prop de Stalingrad. Abbà va morir en la càrrega, juntament amb altres 32 genets. Aquesta és considerada l'última càrrega de cavalleria de la història militar i va ser guanyada pel regiment italià.